# 比特精灵
比特精靈（BitSpirit）是一個以C++編寫，单进程多任务，適用於Microsoft Windows平台的BitTorrent用戶端。

## 特点
- 类别管理，下载队列，首创的从多文件torrent中选择性下载单个文件，
- 利用磁盘缓存技术减少BT需要的磁盘操作，首创的免检测文件快速恢复下载，
- 在所有操作系统平台下对UPnP端口映射的支持，支持多种类型的代理服务器（HTTP/SOCKS4/SOCKS5），支持IP过滤。
- 支持下载者相互聊天。
- 从2.0版本开始加入了「种子超市」功能，能在下载者之间相互分享资源，受到了绝大多数用户的一致欢迎。
- 从2.6版本开始加入了内网互联（NAT Traversal）功能，可以通过UDP协议帮助处在不同内网间的用户建立虚拟连接，以便传输数据。
- 从3.0版本起，支持由BitTorrent 4.1.0引入的DHT网络。

比特精灵的设置选项非常丰富，可定制性非常好，对BT协议实现得非常标准，严格遵守了BT协议。
目前官方网站只有简体中文版本，但在FileForum.BetaNews （页面存档备份，存于）能找到多国语言版本。在电脑之家等站点也有提供多国语言版本，会侦测使用者的语言进行安装。